# Graniczna Placówka Kontrolna Kunowice
Graniczna Placówka Kontrolna Kunowice – zlikwidowany pododdział Wojsk Ochrony Pogranicza wykonujący kontrolę graniczną osób, towarów i środków transportu bezpośrednio w przejściu granicznym na granicy z Niemiecką Republiką Demokratyczną/Republiką Federalną Niemiec.

Graniczna Placówka Kontrolna Straży Granicznej w Kunowicach – zlikwidowana graniczna jednostka organizacyjna Straży Granicznej wykonująca kontrolę graniczną osób, towarów i środków transportu bezpośrednio w przejściu granicznym na granicy z Republiką Federalną Niemiec.

## Formowanie i zmiany organizacyjne
W 1950 Graniczna Placówka Kontrolna Rzepin przeformowana została na etat nr 096/22, przeniesiona do Kunowic i włączona w etat 9–B WOP. Rozformowana w 1952 , a potem sformowana jako Graniczna Placówka Kontrolna Kunowice.
Do końca 1954 GPK Kunowice pod względem operacyjnym podporządkowane było bezpośrednio pod sztab 9 Brygady WOP, a pod względem zaopatrzenia kwatermistrzowskiego przydzielone było do batalionu WOP Słubice.
W 1955 rozbudowano GPK Kunowice osiągając etat 29 oficerów i 140 szeregowców. Z dniem 1 stycznia 1960 GPK Kunowice podporządkowano bezpośrednio pod dowództwo WOP.
1 lipca 1965 WOP podporządkowano Ministerstwu Obrony Narodowej, Dowództwo WOP przeformowano na Szefostwo WOP z podległością Głównemu Inspektoratowi Obrony Terytorialnej. Do Ministerstwa Spraw Wewnętrznych odeszła cała kontrola ruchu granicznego oraz ochrona GPK. Tym samym naruszono jednolity system ochrony granicy państwowej. GPK Kunowice weszła w podporządkowanie Wydziału Kontroli Ruchu Granicznego Komendy Wojewódzkiej Milicji Obywatelskiej, kontrolę graniczną wykonywali funkcjonariusze Milicji Obywatelskiej podlegli MSW.
1 października 1971 WOP został podporządkowany pod względem operacyjnym, a od 1 stycznia 1972 pod względem gospodarczym MSW. Do WOP powrócił cały pion kontroli ruchu granicznego wraz z przejściami. Przywrócono jednolity system ochrony granicy państwowej.. GPK Kunowice podlegała bezpośrednio pod sztab 9 Lubuskiej Brygady WOP w Krośnie Odrzańskim. Po rozformowaniu Lubuskiej Brygady WOP, 1 listopada 1989 GPK Kunowice została włączona w struktury Pomorskiej Brygady WOP w Szczecinie i tak funkcjonowała do 15 maja 1991.
Straż Graniczna:
W 1991 ochronę granicy państwa przejęła nowo sformowana Straż Graniczna. Graniczna Placówka Kontrolna w Kunowicach weszła w podporządkowanie Lubuskiego Oddziału Straży Granicznej i przyjęła nazwę Graniczna Placówka Kontrolna Straży Granicznej w Kunowicach (GPK SG w Kunowicach).
W 1997, Graniczna Placówka Kontrolna Straży Granicznej w Kunowicach była w strukturach Lubuskiego Oddziału Straży Granicznej.

## Ochrona granicy
W 1956 Graniczna Placówka Kontrolna Słubice została zlikwidowana, a przejście graniczne Słubice-Frankfurt podporządkowane zostało GPK Kunowice. W 1957 przejście graniczne ze Słubic zostało przesunięte na nowo otwarty most w Świecku. Most graniczny w Słubicach został oddany pod ochronę strażnicy WOP Słubice.

### Podległe przejście graniczne
- Kunowice-Frankfurt (kolejowe)[11].

## Wydarzenia
- 13 grudnia 1981–22 lipca 1983 – (stan wojenny w Polsce), po wprowadzeniu ograniczeń w ruchu granicznym część niewykorzystanej kadry GPK przerzucono do strażnic w celu wspomożenia bezpośredniej ochrony granicy. W stan gotowości były postawione pododdziały odwodowe[12].

## Dowódcy/komendanci granicznej placówki kontrolnej

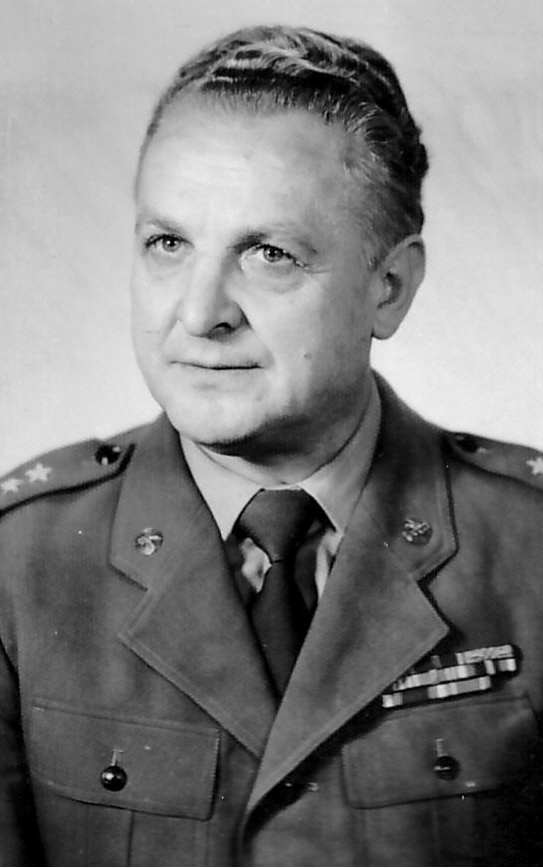
ppłk Henryk Kraszula d-ca GPK Kunowice(1990)

- mjr Wacław Hanuszkiewicz (był w 1951)
- por./kpt. Rajmund Pinkowski (1952–1953)[14]
- kpt. Henryk Szczepiński (1953–1953)
- mjr Jan Dereń[14] (1.08.1953–14.12.1954)[15]
- mjr Mikołaj Gaczyński (1955–1958)[16][14]
- mjr Jan Turski (od 1958)[16][14]
- mjr/ppłk Stanisław Pajączkowski (od 1.08.1963)[14]
- kpt./mjr Antoni Staube (był w 1973)[14]
- por. Grzegorz Wolfson[14]
- por. Mieczysław Felżanowski[14]
- por. Henryk Makowski[14]
- por. Władysław Janiszewski[14]
- por. Antoni Zaucha[14]
- kpt. Władysław Kwinta[14]
- Henryk Kraszula p.o. (20.05.1977–30.08.1978[17])
- ppłk Henryk Kraszula[14] (31.08.1978–był 31.07.1990[17])[18]
- ppłk Waldemar Markun[14].